# Леандру Баррейру
Леандру Баррейру Мартінш (люксемб. Leandro Barreiro Martins; нар. 3 січня 2000, Ерпельданж) — люксембурзький футболіст португальського походження, півзахисник клубу «Бенфіка» і національної збірної Люксембургу.

## Клубна кар'єра
Народився 3 січня 2000 року в місті Ерпельданж. Вихованець юнацьких команд футбольних клубів «Расінг» (Люксембург) і «Ерпельданж 72».
У дорослому футболі 16-річний юнак дебютував 2016 року виступами за головну команду «Ерпельданж 72», в якій того року взяв участь у 9 матчах чемпіонату.
Того ж 2016 року перейшов до структури німецького клубу «Майнц 05», де почав виступи за молодіжну команду.

## Виступи за збірні
2015 року дебютував у складі юнацької збірної Люксембургу для 17-річних, взяв участь у трьох іграх за команду цієї вікової категорії.
2017 року почав одночасно залучатися до ігор юнацької збірної U-19, а також молодіжної збірної Люксембургу.
Навесні 2018 року гравець, що незадовго до того відсвяткував 18-річчя, дебютував в офіційних матчах у складі національної збірної Люксембургу.

## Статистика виступів

### Статистика виступів за збірну
Станом на 17 листопада 2019 року
| Дата       | Місто      | Господарі         | Результат | Гості      | Турнір                               | Голи | Примітки |
| ---------- | ---------- | ----------------- | --------- | ---------- | ------------------------------------ | ---- | -------- |
| 22-3-2018  | Аттард     | Мальта            | 0 – 1     | Люксембург | товариський матч                     | -    | 77'      |
| 27-3-2018  | Люксембург | Люксембург        | 0 – 4     | Австрія    | товариський матч                     | -    | 63'      |
| 31-5-2018  | Люксембург | Люксембург        | 0 – 0     | Сенегал    | товариський матч                     | -    |          |
| 11-9-2018  | Серравалле | Сан-Марино        | 0 – 3     | Люксембург | Ліга націй УЄФА 2018-2019 - 1-й етап | -    |          |
| 15-10-2018 | Люксембург | Люксембург        | 3 – 0     | Сан-Марино | Ліга націй УЄФА 2018-2019 - 1-й етап | -    | 67'      |
| 18-11-2018 | Кишинів    | Молдова           | 1 – 1     | Люксембург | Ліга націй УЄФА 2018-2019 - 1-й етап | -    | 12'      |
| 22-3-2019  | Люксембург | Люксембург        | 2 – 1     | Литва      | Відбір до ЧЄ 2020                    | 1    | 67'      |
| 25-3-2019  | Люксембург | Люксембург        | 1 – 2     | Україна    | Відбір до ЧЄ 2020                    | -    | 45'      |
| 2-6-2019   | Люксембург | Люксембург        | 3 – 3     | Мадагаскар | товариський матч                     | -    | 78'      |
| 7-6-2019   | Вільнюс    | Литва             | 1 – 1     | Люксембург | Відбір до ЧЄ 2020                    | -    |          |
| 10-6-2019  | Львів      | Україна           | 1 – 0     | Люксембург | Відбір до ЧЄ 2020                    | -    |          |
| 5-9-2019   | Белфаст    | Північна Ірландія | 1 – 0     | Люксембург | товариський матч                     | -    | 73'      |
| 10-9-2019  | Люксембург | Люксембург        | 1 – 3     | Сербія     | Відбір до ЧЄ 2020                    | -    | 37'      |
| 11-10-2019 | Люксембург | Португалія        | 3 – 0     | Люксембург | Відбір до ЧЄ 2020                    | -    | 9'       |
| 15-10-2019 | Ольборг    | Данія             | 4 – 0     | Люксембург | товариський матч                     | -    | 90'      |
| 17-11-2019 | Люксембург | Люксембург        | 0 – 2     | Португалія | Відбір до ЧЄ 2020                    | -    | 74'      |
| Усього     |            | Матчів            | 16        |            | Голів                                | 1    |          |

| Дата      | Місто          | Господарі  | Результат | Гості      | Турнір                             | Голи | Примітки |
| --------- | -------------- | ---------- | --------- | ---------- | ---------------------------------- | ---- | -------- |
| 1-9-2017  | Айдовщина      | Словенія   | 3 – 1     | Люксембург | Кваліфікація молодіжного Євро-2019 | -    | 81'      |
| 5-9-2017  | Стара Загора   | Болгарія   | 0 – 1     | Люксембург | Кваліфікація молодіжного Євро-2019 | -    |          |
| 5-10-2017 | Діфферданж     | Люксембург | 1 – 1     | Словенія   | Кваліфікація молодіжного Євро-2019 | -    |          |
| 9-10-2017 | Еш-сюр-Альзетт | Люксембург | 2 – 3     | Франція    | Кваліфікація молодіжного Євро-2019 | -    | 3'       |
| Усього    |                | Матчів     | 4         |            | Голів                              | 0    |          |

## Титули і досягнення
Бенфіка
- Володар Кубка португальської ліги (1): 2025
- Володар Суперкубка Португалії (1): 2025